# Madame de Montespan
Françoise-Athénaïs de Rochechouart (Lussac-les-Châteaux, 5 de octubre de 1640 -Bourbon-l'Archambault, 26 de mayo de 1707) fue una dama francesa conocida como Madame de Montespan.

## Familia
Hija de Gabriel de Rochechouart, duque de Mortemart y de Diana de Grandseigne, Françoise, que se hizo llamar después Athénaïs, estudió en el convento de las Saintes. En 1658, al terminar sus estudios, salió del convento con el nombre de Mademoiselle de Tonnay-Charente.

## Matrimonio e hijos
Se casó en febrero de 1663 con Luis Enrique de Pardaillan de Gondrin, marqués de Montespan (fallecido en 1701), con el que tuvo dos hijos:
1. María Cristina de Pardaillan de Gondrin (1663-1675).
2. Luis Antoine de Pardaillan de Gondrin, duque de Antin (1665-1736).

## Amante real
En el otoño de 1666 conoció a Luis XIV, que por entonces ya estaba cansado de su favorita, Luisa de La Vallière. Françoise se convirtió en su amante en 1667. Cuando su marido se enteró, promovió un gran escándalo en la corte, a causa del cual fue encerrado en la prisión de Fort-l’Évêque y después exiliado a sus tierras.
De 1667 a 1679 fue la favorita oficial de Luis XIV, con el cual tuvo siete hijos, que si bien no fueron reconocidos oficialmente como parte de la familia real francesa, fueron recompensados con títulos de nobleza al ser legitimados tras la muerte del marido de la dama:
1. Luisa Francisca de Borbón (1669-1672); murió en la infancia.
2. Luis Augusto de Borbón, duque de Maine (1670-1736), abad de Saint-Germain-des-Prés; casado con Luisa Benedicta de Borbón. Tuvo descendencia.
3. Luis César de Borbón, conde de Vexin, (1672-1683); murió en la infancia.
4. Luisa Francisca de Borbón , Mademoiselle de Nantes (1673-1743), esposa de Luis III de Borbón-Condé, duque de Borbón, VI príncipe de Condé; tuvo descendencia.
5. Luisa María Ana de Borbón, Mademoiselle de Tours (1674-1681); murió en la infancia.
6. Francisca María de Borbón, la segunda Mademoiselle de Blois (1677-1749), que sería esposa de Felipe de Orleans, duque de Chartres y futuro regente de Francia a la muerte de Luis XIV. Fue la abuela del rey Luis Felipe I de Francia.
7. Luis Alejandro de Borbón (1678-1737), conde de Toulouse. Casado con María Victoria de Noailles, tuvo solo un hijo, Luis Juan María de Borbón.Madame Montaspan con cuatro de sus hijos

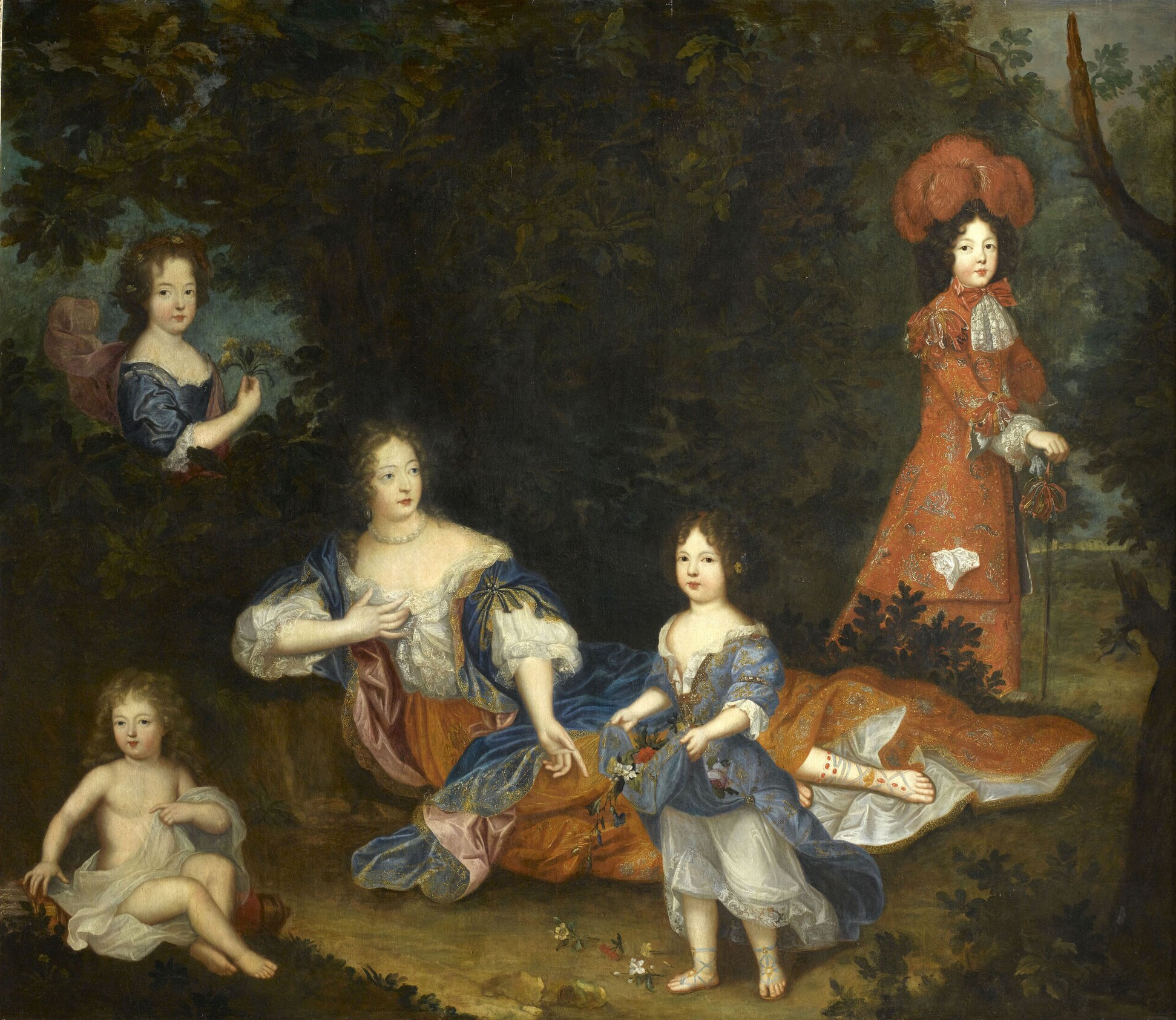
Madame Montaspan con cuatro de sus hijos

La favorita oficial se rodeó de lujos, creando alrededor de ella una corte brillante en la que dominaba el espíritu de Mortemart. Comprometida en el Asunto de los venenos (Affaire des Poisons), fue luego abandonada por el rey y sustituida por Madame de Maintenon, la dama que Françoise-Athénaïs había escogido como institutriz de sus hijos.
En 1683, Mme. de Montespan ya no figuraba como favorita del rey, pero no se decidía a abandonar la corte y a separarse de éste; continuaba viviendo en sus habitaciones particulares con su ritmo de vida, ofreciendo grandes fiestas y viviendo siempre por encima de sus posibilidades.

## Últimos años y muerte
En 1685 su hija Melle de Nantes se casó con el duque de Borbón, Luis de Borbón. En 1692, su hijo el duque de Maine se casó con una nieta del Gran Condé, y su hija Melle de Blois se casó con el duque de Chartres, sobrino del rey.
Françoise-Athénaïs se sentía muy orgullosa de los excelentes matrimonios de sus hijos, dado que el rango que éstos tuvieran era lo único que le importaba.
En 1691 se fue a París pero más tarde volvería a Versalles, donde compartió seis apartamentos con su prima, Bonne de Pons. Montespan llevó una vida piadosa y falleció en 1707.